# Поліциклічні ароматичні вуглеводні
По́ліаромати́чні вуглеводні (ПАВ) — органічні сполуки, для яких характерна наявність у хімічній структурі двох і більше конденсованих бензенових кілець. У природі ПАВ утворюються в процесі піролізу целюлози та зустрічаються в пластах кам'яного, бурого вугілля та антрациту, а також як продукт неповного згоряння під час лісових пожеж. Основними джерелами емісії техногенних ПАВ у навколишнє природне середовище є підприємства енергетичного комплексу, автомобільний транспорт, хімічна та нафтопереробна промисловість. В основі практично всіх техногенних джерел ПАВ лежать термічні процеси, пов'язані зі спалюванням та переробкою органічної сировини: нафтопродуктів, вугілля, деревини, сміття, їжі, тютюну тощо.

## Основні представники
| Хімічна речовина |  | Хімічна речовина |  |
| ---------------- |  | ---------------- |  |
| Нафталін         |  | Фенантрен        |  |
| Антрацен         |  | Хризен           |  |
| Тетрацен         |  | Пірен            |  |
| Пентацен         |  | Коронен          |  |
| Трифенілен       |  | Овален           |  |
| Бензантрацен     |  | Бензопірен       |  |
| Кекулен          |  | Коранулен        |  |

## Вплив на живі організми
Тип впливу ПАВ на живі організми ключовим чином залежить від структури вуглеводню і може змінюватися в дуже широких межах. Багато поліциклічних ароматичних вуглеводнів є сильними хімічними канцерогенами. Такі сполуки, як бенз[a]антрацен, бензопірен і овален, мають яскраво виражені канцерогенні, мутагенні та тератогенні властивості.
За оцінками 2002 року, жителі деяких розвинених країн отримують з їжею в середньому близько 1-5 мкг ПАВ щодня. За частого вживання копчених продуктів або їжі, приготованої на деревному вугіллі (наприклад, барбекю), добова кількість ПАВ може зростати до 6-9 мкг. Ще близько 0,16 мкг ПАВ на день (від 0,02 до 3 мкг) надходить в організм із зовнішнім повітрям, і 0,006 мкг із питною водою (0,0002 — 0,12 мкг).

### Механізм дії
Більшість ПАВ знешкоджується в печінці за допомогою мікросомальної системи окиснення, що каталізується цілою групою ферментів — цитохромами P-450. Продуктами гідроксилювання є епоксиди — надзвичайно реакційноздатні речовини, що володіють сильними канцерогенними, окисними та токсичними властивостями. Епоксиди — електрофіли, легко алкілюють нуклеофільні групи азотистих основ ДНК, з утворенням аддуктів, особливо ця властивість яскраво виражена в гуаніну (через наявність у молекулі більшої кількості нуклеофільних груп). ДНК-аддукти, що утворилися, дуже міцні. Як наслідок алкілування ДНК, виникають проблеми у протіканні процесів реплікації та транскрипції, що призводить до мутацій. Накопичення таких мутації призводить до низки негативних проявів: придушення антионкогенів (наприклад, p53) і, як наслідок, повне придушення запрограмованої клітинної смерті (апоптозу), збільшення експресії трансформованих білків і початок малігнізації (злоякісності).

### Регулювання
Регламентом ЄС 1881/2006 встановлено максимальний допустимий рівень бензо(а)пірену в харчових продуктах 5 мкг ПАВ на кг сирої маси копченого м'яса, риби та морепродуктів.
ВООЗ рекомендує надходження бензапірену з їжею на рівні не більше 0,36 мкг на день, за середнього рівня 0,05 мкг на день.